# Asociación Nacional de Mujeres Rurales e Indígenas
De Asociación Nacional de Mujeres Rurales e Indígenas (ANAMURI) (vertaling: Nationale Organisatie van vrouwen van het platteland en inheemse vrouwen) is een Chileense vrouwenrechtenorganisatie die zich inzet voor de rechten en ontwikkeling van Chileense vrouwen van het platteland en inheemse vrouwen.

## De organisatie
Asociación Nacional de Mujeres Rurales e Indígenas is een non-profitorganisatie die door vrouwen wordt gerund. De organisatie is opgericht op 13 juni 1998 in de Chileense plaats Buin.

## Missie
De missie van ANAMURI is het bijdragen aan de ontwikkeling van vrouwen op het Chileense platteland en inheemse vrouwen wat werk, economische, sociale en culturele ontwikkeling betreft. De organisatie streeft gelijkwaardigheid na op het gebied van gender, sociale klasse en etniciteit, in een omgeving waarin de mens respectvol omgaat met de natuur.
ANAMURI is een nationale organisatie die organisaties en vrouwen van het overgrote deel van het Chileense platteland met elkaar in contact brengt. De organisatie is actief in het overgrote deel van het Chileense platteland, van Regio I tot Regio X. Zij is dan ook een afspiegeling van de diversiteit van het Chileense platteland, qua etniciteit, soorten werk, cultuur en geografie.